# ザイン・カーシュナー
ザイン・カーシュナー（Zane Kirchner、1984年6月16日 - ）は、南アフリカ・ジョージ出身のラグビーユニオン選手。

## プロフィール
- ポジションはウィング(WTB)、センター(CTB)、フルバック(FB)。
- 身長 186cm、体重 94kg
- 南アフリカ代表キャップ数は31(2020年4月現在)でラグビーワールドカップ2011・ラグビーワールドカップ2015の南アフリカ代表に選ばれた[1]。
- バーバリアンズに選ばれたことがある[2]。

## 来歴
グリクアス、ブルー・ブルズ、ブルズ、レンスターを経て、2017年、ドラゴンズに加入。
2018年、ブリストル・ベアーズに期限付き移籍。翌2019年、ドラゴンズを退団した。